# Lisbon Lions
The Lisbon Lions (Schots-Gaelisch: Leòmhainn Lisbon ) is de bijnaam die is gegeven aan het elftal van Celtic dat op 25 mei 1967 de Europacup I won in het Estádio Nacional nabij Lissabon, Portugal.  Ze versloegen daar Inter Milan met 2-1. Op één speler na waren alle voetballers uit de ploeg geboren binnen 10 mijl van het stadion van de club. Alleen Bobby Lennox werd geboren in Saltcoats, zo'n 50 kilometer verderop.
Nadat Inter al vroeg op voorsprong kwam door een benutte strafschop van Sandro Mazzola, trokken de Italianen zich met alle spelers terug op de eigen helft om de voorsprong te verdedigen. Deze extreem defensieve speelstijl zorgde ervoor dat de doelman van Celtic, Ronnie Simpson, in het restant van de wedstrijd slechts twee reddingen verrichtte. Celtic viel daarentegen met man en macht aan en schoot liefst 39 keer op doel. In de 63e minuut maakte Tommy Gemmell de gelijkmaker en vlak voor het einde promoveerde Stevie Chalmers een schot van Bobby Murdoch tot doelpunt.  
Celtic werd hiermee de eerste Britse club die de Europacup I wist te winnen, en is tot op heden de enige Schotse club die de finale wist te bereiken.  

## Het team
1. Ronnie Simpson (doelman)
2. Jim Craig (rechtsback)
3. Tommy Gemmell (linksback)
4. Bobby Murdoch (rechtermiddenvelder)
5. Billy McNeill (centrale middenvelder, aanvoerder)
6. John Clark (centrale middenvelder)
7. Jimmy Johnstone (rechtsbuiten)
8. Willie Wallace (spits)
9. Stevie Chalmers (spits)
10. Bertie Auld (linkermiddenvelder)
11. Bobby Lennox (linksbuiten)
12. John Fallon (reservedoelman, niet gebruikt)

- Jock Stein (Manager)
- Sean Fallon (assistent)
- Neil Mochan (Trainer)